# Black Bottom (Detroit)
Black Bottom fue un barrio predominantemente negro de la ciudad de Detroit, la más poblada del estado de Míchigan (Estados Unidos). El término a veces se ha utilizado para referirse a todo el vecindario, incluido Paradise Valley pero, de hecho, muchos consideran que los dos vecindarios están separados. Juntos, Black Bottom y Paradise Valley estaban delimitados por Brush Street al oeste y las vías del ferrocarril Grand Trunk al este, por el río Detroit al sur y divididos entre sí por la avenida Gratiot. La zona al norte de Grand Boulevard se definió como Paradise Valley.
Aunque a menudo se cree erróneamente que el nombre "Black Bottom" es una referencia a la comunidad afroamericana que se desarrolló en el siglo XX, en realidad el nombre del barrio se lo dieron los primeros colonos franceses por la capa fértil y oscura de los terrenos inundables del río Savoyard. Durante la Primera Guerra Mundial se instalaron aquí muchos inmigrantes judíos de Europa del Este, pero con la Gran Migración y la afluencia de afroamericanos del sur, se convirtió en uno de los barrios negros más animados de Detroit. A medida que el Black Bottom creció, pronto se hizo conocido como una zona animada y bulliciosa, llena de bares de jazz y clubes nocturnos. Desde la década de 1930 hasta la de 1950, sus residentes hicieron contribuciones significativas a la música estadounidense, en especial al blues, big band y jazz.
Sin embargo, a pesar de la riqueza cultural y musical de Black Bottom, el barrio estaba plagado de pobreza urbana. La mayoría de los residentes de Black Bottom eran obreros que trabajaban en fábricas de automóviles. Aunque algunos empresarios y clérigos negros que trabajaban en el barrio pudieron ascender a la clase media, sin embargo muchos se mudaron a los barrios más nuevos y mejor construidos del West Side de Detroit. La falta histórica de acceso de la población general de afroamericanos a los beneficios de vivienda del New Deal y la Administración de Veteranos, combinada con la segregación residencial segregaron a los barrios de las áreas circundantes.
A principios de la década de 1960, los vecindarios de Black Bottom y Paradise Valley fueron demolidos con el propósito de limpiar los barrios marginales y dar paso a la construcción de la I-375. Aunque los planificadores urbanos de la ciudad prometieron nuevos proyectos de vivienda pública en reemplazo de Black Bottom, estos nunca fueron asequibles ni abiertos a los detroitinos negros. El otrora próspero distrito comercial de Black Bottom también fue demolido y dejó de existir.

## Historia
Históricamente, esta zona era fue la fuente del río Savoyard, que fue enterrado como alcantarillado en 1827. Las crecidas del río produjeron suelos ricos en las tierras bajas, por lo que los primeros colonos franceses llamaron al área "Black Bottom".
Las principales avenidas comerciales de la zona eran las calles Hastings y St. Antoine. Un área adyacente al norte, conocida como Paradise Valley en el siglo XX, contenía clubes nocturnos donde artistas famosos de blues, big band y jazz como Billie Holiday, Sam Cooke, Ella Fitzgerald, Duke Ellington, Billy Eckstine, Pearl Bailey y Count Basie actuaron con regularidad. En 1941, la Orchestra Hall de la ciudad fue nombrada Paradise Theatre. El reverendo Clarence LeVaughn Franklin, padre de la cantante Aretha Franklin, estableció originalmente su Iglesia Bautista New Bethel en Hastings Street. Paradise Valley albergaba el Gotham Hotel, conocido en ese momento como el mejor hotel para afroamericanos del mundo. Antes del Gotham Hotel, los afroamericanos no tenían la oportunidad de alojarse en hoteles de calidad en las ciudades. El distrito comercial de Black Bottom prosperó. Lleno de consultorios médicos, hospitales, farmacias y otros servicios dirigidos por afroamericanos, actuó como una robusta mini ciudad dentro de Detroit. Antes de la Primera Guerra Mundial, principalmente, los inmigrantes europeos poblaban Hastings Street, que corría de norte a sur a través de Black Bottom. Estos inmigrantes, durante la segunda mitad del siglo XIX, construyeron las casas de madera en las que se apiñaban los recién llegados negros durante la Gran Migración y después de la Segunda Guerra Mundial. Esto significaba que las casas estaban lejos de la calidad prístina de las nuevas construcciones que se estaban erigiendo para los blancos en los suburbios que rodean Detroit.
Antes de mediados del siglo XX, los inmigrantes europeos y los negros vivían juntos, Black Bottom integrado. Coleman Young, el primer alcalde negro de Detroit, se mudó a Black Bottom con su familia en 1923; recordaba que sus vecinos eran italianos, sirios, alemanes y judíos. Young "amaba ese barrio" con toda su diversidad. Debido a que los blancos se sintieron amenazados por la afluencia de negros a la ciudad, a nivel individual, los vecindarios se negaron a vender a los negros y obligaron a los negros a permanecer dentro de enclaves étnicos y, a nivel de políticas, los vecindarios aprobaron pactos restrictivos que preservan la homogeneidad racial, y, por lo tanto, la segregación. El redlining por mandato federal y local perpetuó aún más las divisiones raciales físicas dentro de la ciudad. Como resultado, en la década de 1940, el área fue poblada principalmente por afroamericanos, quienes establecieron una comunidad de negocios, instituciones sociales y clubes nocturnos de propiedad de negros. El Distrito Histórico de Broadway Avenue de Detroit contiene un subdistrito a veces llamado Harmonie Park District. Este está asociado con el renombrado legado de la música de Detroit.
A pesar de cierta prosperidad, la mayor parte de Black Bottom y Paradise Valley se mantuvo lejos de ser glamorosa, Black Bottom era la sección más pobre de todo Detroit, y un tercio de los habitantes negros de Detroit vivían hacinados en Paradise Valley al norte. No era raro que los hogares tuvieran tres, incluso cuatro familias en el mismo espacio. El nombre "Paradise Valley" en sí mismo actuó como un oxímoron; representaba las esperanzas de los inmigrantes y migrantes de Detroit, esperanzas que en general no se logran. El hacinamiento, las enfermedades, el crimen y las alimañas corrían desenfrenadamente dentro de los límites de Black Bottom y Paradise Valley, junto con negocios prósperos, música y fama. Además, las viviendas sufrían constantemente un estado de deterioro, por ser las más antiguas de la ciudad. Esto funcionó en contra de la mayoría de la población negra porque no podían pagar, debido a la discriminación laboral, en particular, la desigualdad de ingresos y los altos costos de la vivienda, reparaciones o proyectos de embellecimiento, perpetuando la idea discriminatoria de que los inquilinos perezosos y sucios llenaban estos vecindarios.
Aunque albergaba uno de los distritos comerciales afroamericanos más destacados, las carreteras creadas por medio de la Ley Federal de Carreteras de 1956 destruyeron Hastings Street, donde tenían su sede muchas prósperas empresas. Las carreteras, como la autopista Chrysler (antes Oakland-Hastings), dividían en dos el resto del Lower East Side, incluidos Paradise Valley y Black Bottom. La autopista Edsel Ford Freeway también atraviesa la parte más al norte de Paradise Valley. Para 1950, 423 residencias, 109 negocios, 22 plantas de fabricación y 93 lotes baldíos habían sido demolidos para abrir paso a la autopista.

### En la Posguerra

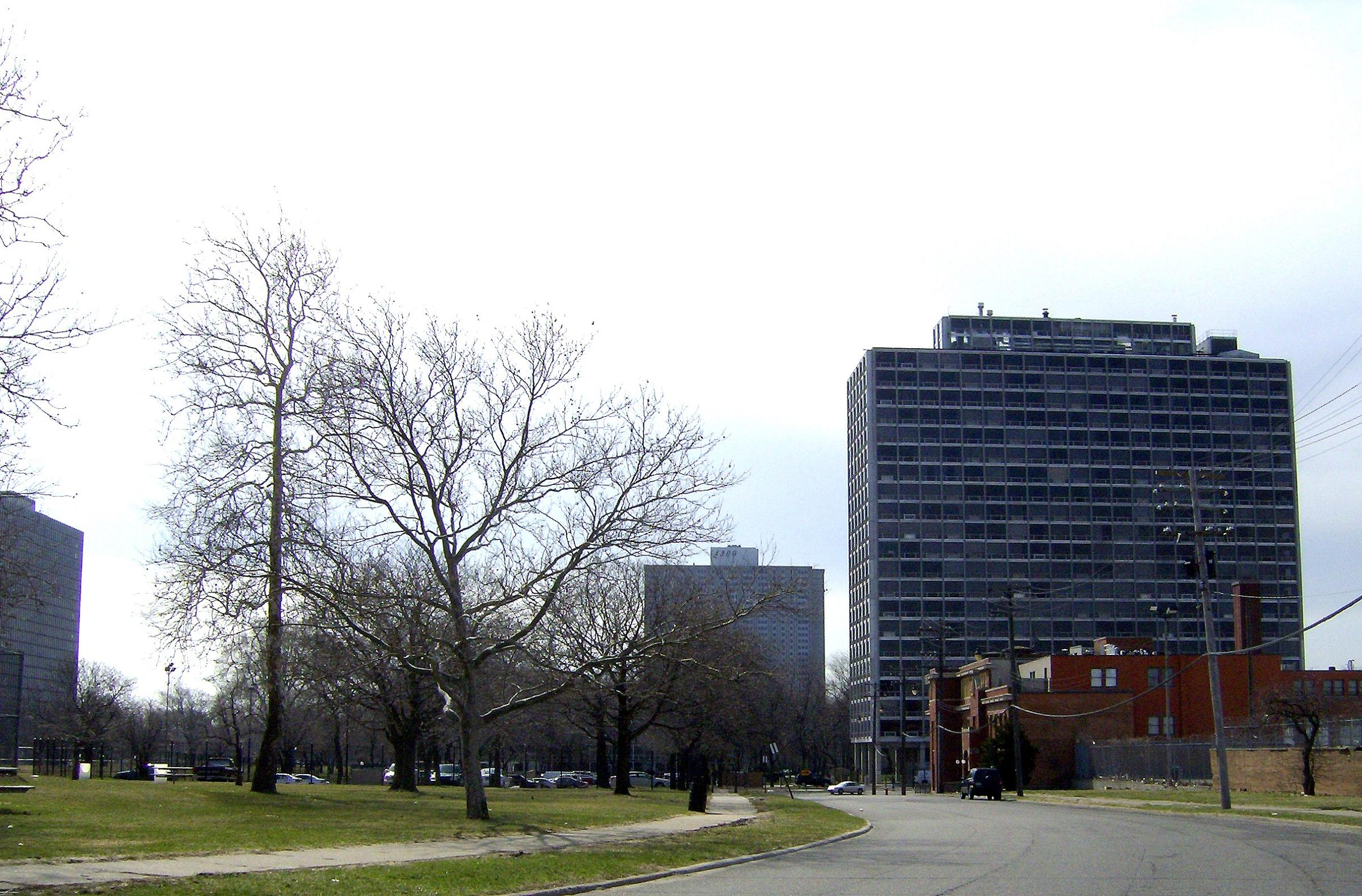
Edificios en Lafayette Park, donde antiguamente estaba el Black Bottom

En la posguerra de la Segunda Guerra Mundial, dos tercios de las estructuras físicas de Black Bottom habían sido clasificadas como viejas y deficientes, y muchas carecían de comodidades modernas o estaban en muy mal estado. El gobierno de la ciudad consideró estas áreas como barrios marginales, y debido a que el gobierno utilizó proyectos de construcción de carreteras para arrasar barrios marginales, designó a los que quedaron después de la construcción de la carretera para su limpieza a través de una serie de proyectos de revitalización que destruyeron permanentemente Black Bottom y Paradise Valley. Ambas áreas enfrentaron la remoción para la construcción de instituciones médicas y administradas por la ciudad, así como proyectos de vivienda pública. " La demolición fue provocada por la aprobación de la Ley Federal de Vivienda de 1949. Justo antes de la demolición, la ciudad envió fotógrafos para fotografiar todas las estructuras, el área descartada como un "barrio pobre". El resultado fueron unas 2000 imágenes que documentan casas de madera, escopetas de Nueva Orleans, iglesias y tiendas de esquina, todo lo cual se ve mucho más ordenado que la descripción del gobierno. Estas fotos, que nunca tuvieron la intención de hacerse públicas, ahora se encuentran en la Colección Histórica de Burton en la Biblioteca Pública de Detroit.
Hoy en día, el espacio donde en otro tiempo se levantaba Black Bottom está completamente irreconocible, lejos de ser el centro cultural y económico que fue para tanta gente antes de la Segunda Guerra Mundial. La ciudad reemplazó a Black Bottom y Paradise Valley principalmente con viviendas privadas del Proyecto de Reurbanización Gratiot. La ciudad de Detroit también apoyó la construcción de Lafayette Park, un desarrollo residencial modernista diseñado por Mies van der Rohe y destinado a ser un vecindario modelo. Combinaba casas adosadas residenciales, apartamentos y rascacielos con áreas comerciales. Muchos de los antiguos residentes de Black Bottom se sometieron a proyectos de vivienda pública de reubicación, como los Proyectos de Vivienda Brewster-Douglass (un proyecto de vivienda pública construido sobre Black Bottom) y Jeffries Homes, que ya no existen, Jeffries Home demolido en 2001 y Brewster-Douglass demolido en 2008.
En la actualidad la Universidad de Míchigan planea construir en la intersección de la avenida Gratiot y la I-375, una estructura de 17 651 m² que estaría dentro de los límites de lo que anteriormente era territorio Black Bottom. Junto al centro existirán "unidades residenciales, un hotel, un centro de conferencias y un espacio de incubación y colaboración empresarial". En el proyecto están implicados Stephen M. Ross y Dan Gilbert. Este proyecto ha sido polémico y ha suscitado cierta oposición.
En 2000, las últimas tres estructuras de Paradise Valley fueron víctimas de demolición. Un letrero del Sitio Histórico de Míchigan en la antigua intersección de Adams Avenue y St. Antoine St., cerca de Ford Field, existe como el último marcador físico de la comunidad negra.
No quedan restos físicos, además del marcador, de Black Bottom. Para 2024, Detroit planea convertir la I-375 en un bulevar. La eliminación de esta carretera interestatal responsable de desplazar a toda una comunidad negra para dar paso al desarrollo y nuevos residentes provocó y continúa provocando controversia.

## Geografía
Históricamente, el distrito comercial principal estaba en un área delimitada por Vernor, John R., Madison y Hastings. La avenida Gratiot pasaba por ese distrito comercial. El distrito comercial incluía hoteles, restaurantes, tiendas de música, boleras, tiendas, oficinas de políticas y tiendas de comestibles. Había 17 clubes nocturnos en el distrito comercial. La autopista I-375 pasa directamente sobre donde alguna vez estuvo la avenida Hastings.

## Residentes notables
- Fard Muhammad
- Elijah Muhammad
- Della Reese
- Joe Louis
- Sugar Ray Robinson